# The Song Remains the Same (фільм)
«The Song Remains the Same» — фільм-концерт англійського рок-гурту Led Zeppelin. У фільм увійшов відеоматеріал відзнятий під час трьох концертів гурту в «Медісон Сквер Гарден» у Нью-Йорку, що пройшли у рамках їхнього гастрольного туру по США в 1973 році. Прем'єра фільму в США відбулася 21 жовтня 1976 року (у нью-йоркському кінотеатрі Cinema I) і через два тижні в Лондоні. Був також виданий саундтрек альбому. DVD з фільмом вийшов 31 грудня 1999-го.
20 листопада 2007 фільм був перевиданий на DVD, HD DVD та Blu-ray Disc з додатковими, невиданими раніше відеоматеріалами.

## Список епізодів на DVD
1. Mob Rubout
2. Mob Town Credits
3. Country Life («Autumn Lake»)
4. «Bron-Yr-Aur»
5. «Rock and Roll»
6. «Black Dog»
7. «Since I've Been Loving You»
8. «No Quarter»
9. Who's Responsible?
10. «The Song Remains the Same»
11. «The Rain Song»
12. Fire and Sword
13. Capturing the Castle
14. Not Quite Backstage Pass
15. «Dazed and Confused»
16. Strung Out
17. Magic in the Night
18. Gate Crasher
19. No Comment
20. «Stairway to Heaven»
21. «Moby Dick»
22. Country Squire Bonham
23. «Heartbreaker»
24. Grand Theft
25. «Whole Lotta Love»
26. End Credits (зі «Stairway to Heaven»)